# Kyle Korver
Kyle Elliot Korver (Paramount, 17 marzo 1981) è un ex cestista statunitense che giocava principalmente nel ruolo di guardia tiratrice o ala piccola.

## Caratteristiche tecniche
Specialista del tiro da tre punti, è stato uno dei migliori tiratori di sempre della NBA. Molto abile nel catch-and-shoot in uscita dai blocchi dei compagni di squadra, è anche un valido tiratore di liberi. Korver è il settimo giocatore nella storia della NBA per numero di canestri da tre punti.

## Carriera

### High school e college
Ha frequentato l'high school a Pella, dove ha anche iniziato a giocare a pallacanestro: la sua maglietta, la numero 25, è stata ritirata. È cresciuto nell'Università di Creighton, dove è arrivato ad essere il quinto miglior marcatore della storia dell'università.

### NBA (2003-2020)

#### Philadelphia 76ers (2003-2007)
Al draft NBA 2003 è stato scelto al 2º turno alla 22 chiamata dai Philadelphia 76ers, trovando come compagno di squadra Allen Iverson. Nel 2005 è stato scelto nel gruppo dei sophomore nel Rookie Challenge. Ha vinto la classifica dei tiri liberi dell'NBA nel 2006-07 con una percentuale del 91,4%.
Il suo ruolo nei 76ers è quello di tiratore di triple. Disputò l'NBA Three-point Shootout nel 2004 e nel 2005, arrivando terzo e poi secondo. Nella stagione 2004-05 Korver arrivò a condividere il primo posto come miglior marcatore di triple con Quentin Richardson: ne segnarono 226 ciascuno. Il suo punto debole può essere considerato la difesa. In ogni caso, da quando è arrivato in NBA ha mostrato segni di miglioramento ogni anno. La migliore prestazione di Korver è 31 punti contro i Milwaukee Bucks, il 24 febbraio 2006.
Non ha preso parte alla gara del tiro da tre punti all'All-Star Weekend del 2006 perché l'allenatore Maurice Cheeks in campionato lo ha messo da parte a metà della stagione, preferendogli John Salmons e Kevin Ollie. Ha rinunciato a parteciparvi dicendo che aveva bisogno di tempo per se stesso e per pensare alla situazione che stava vivendo.

#### Utah Jazz e Chicago Bulls (2007-2012)
Nel dicembre 2007 è stato ceduto agli Utah Jazz in cambio di Gordan Giriček. Ai Jazz Korver tornò utile come sesto uomo e tiratore di piazzati (da due) dato che le sue percentuali da tre punti erano diminuite leggermente, pur rimanendo un affidabile cecchino, come testimoniato dalla netta inversione di tendenza della stagione 2009-10, che Korver chiuse da miglior tiratore da tre punti dell'intera lega con il 53,6%, corrispondente anche al record nella storia NBA per percentuale dalla lunga distanza in una singola stagione di un giocatore (battuto Steve Kerr).

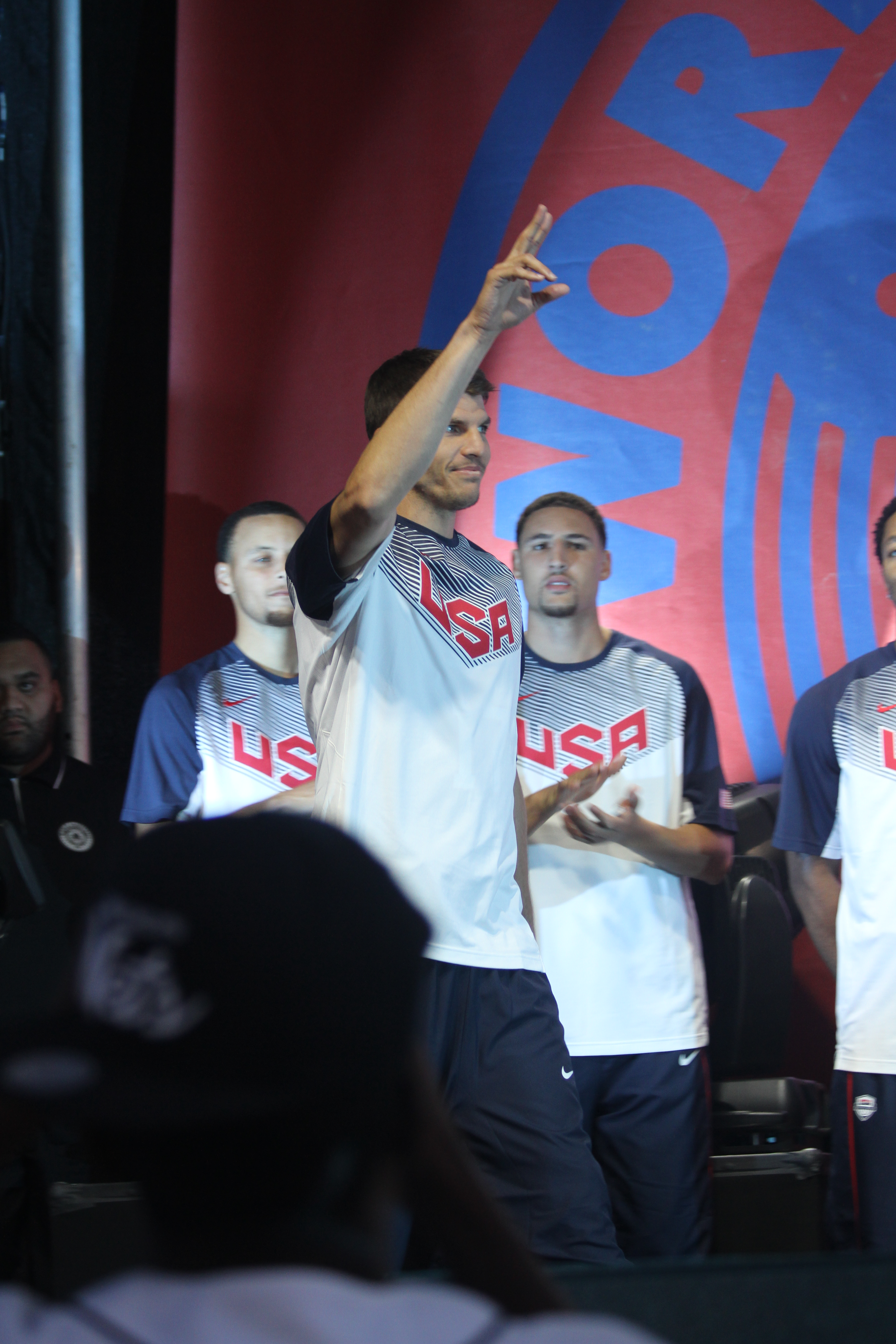
Kyle Korver con la nazionale americana

Il 10 luglio 2010 firmò un contratto triennale con i Chicago Bulls del valore totale di 15 milioni di dollari. Ai tori Korver militò per 2 stagioni, tenendo un ruolo importante in uscita dalla panchina.

#### Atlanta Hawks (2012-2017)
Il 14 luglio 2012 viene scambiato in una trade a tre tra Chicago Bulls, Atlanta Hawks e Minnesota Timberwolves, finendo nella seconda.
Il 6 dicembre 2013 supera il record NBA di partite consecutive con almeno una tripla messa a segno (90), record precedentemente appartenuto a Dana Barros (89).
Il 29 dicembre 2013 aggiorna il suo record a 100 partite di fila con almeno una tripla segnata. Alla data del 2 marzo 2014 le partite di fila diventarono 127, e tre giorni dopo, il 5 marzo 2014, la striscia si interruppe con uno 0-5 dall'arco. A oggi la sua striscia di partite di fila con almeno un tiro da tre segnato è seconda soltanto a quella di Stephen Curry (158 partite di fila).
Nella serata del 10 febbraio 2015 viene comunicata la notizia che Kyle Korver sostituirà l'infortunato Dwyane Wade nella partita delle stelle all'All-Star Game 2015. Con l'All Star Game si chiude la prima metà della stagione, in cui Korver ha mantenuto un surreale 54% da 3 punti.

#### Cleveland Cavaliers (2017-2018)
Il 5 gennaio 2017 passa via trade dagli Atlanta Hawks ai Cleveland Cavaliers; i falchi in cambio ottengono Mike Dunleavy, Mo Williams (ceduto pochi giorni dopo ai Denver Nuggets), una futura prima scelta e una somma di denaro. La trade diventa ufficiale soltanto il 9 gennaio 2017 in quanto Dunleavy non era subito convinto di giocare per i falchi. Finisce la stagione con la migliore percentuale da tre dell'intera NBA (48,5%). C'è da dire che in questa stagione dopo aver tirato col 43% dall'arco, la sua percentuale con l'arrivo ai Cavs lo porto a tirare col 50.2% a metà stagione, dove realizzò la sua tremillesima tripla.
Non è riuscito a vincere con i Cavs l'anello avendo perso due finali su due contro i Golden State Warriors.

#### Ritorno agli Utah Jazz (2018-2019)
Il 29 novembre 2018 viene ceduto agli Utah Jazz in cambio di Alec Burks e due future seconde scelte; Korver torna così nella franchigia dello Utah dopo 8 anni.

#### Milwaukee Bucks (2019-2020)
Il 19 giugno 2019, viene scambiato (insieme a Jae Crowder, Grayson Allen, la 23^ scelta al Draft 2019 e una futura prima scelta) ai Memphis Grizzlies in cambio del playmaker Mike Conley. Il 3 luglio 2019, i Phoenix Suns scambiano Josh Jackson con Kyle Korver, che viene poi tagliato dalla franchigia dell'Arizona.
Il 20 luglio, dopo essere stato contattato dai Los Angeles Lakers del suo ex compagno LeBron James e dai Philadelphia 76ers, firma con i Milwaukee Bucks.

## Statistiche
| * | Primo nella lega |
| * | Record           |

### College
| Anno      | Squadra            | PG  | PT | MP   | TC%  | 3P%  | TL%  | RP  | AP  | PRP | SP  | PP   |
| --------- | ------------------ | --- | -- | ---- | ---- | ---- | ---- | --- | --- | --- | --- | ---- |
| 1999-2000 | Creighton Bluejays | 33  | 1  | 18,2 | 47,5 | 43,4 | 89,5 | 3,1 | 1,0 | 0,6 | 0,2 | 8,8  |
| 2000-2001 | Creighton Bluejays | 32  | 32 | 29,4 | 47,0 | 45,2 | 86,7 | 5,8 | 2,0 | 1,8 | 0,4 | 14,6 |
| 2001-2002 | Creighton Bluejays | 29  | 28 | 31,6 | 47,8 | 42,9 | 89,0 | 5,5 | 3,3 | 1,6 | 0,6 | 15,1 |
| 2002-2003 | Creighton Bluejays | 34  | 34 | 31,8 | 46,8 | 48,0 | 90,8 | 6,4 | 3,1 | 1,5 | 0,7 | 17,8 |
| Carriera  | Carriera           | 128 | 95 | 27,7 | 47,2 | 45,3 | 89,1 | 5,2 | 2,3 | 1,3 | 0,5 | 14,1 |

### NBA

#### Regular Season
| Anno      | Squadra             | PG    | PT  | MP   | TC%  | 3P%   | TL%   | RP  | AP  | PRP | SP  | PP   |
| --------- | ------------------- | ----- | --- | ---- | ---- | ----- | ----- | --- | --- | --- | --- | ---- |
| 2003-2004 | Philadelphia 76ers  | 74    | 0   | 11,9 | 35,2 | 39,1  | 79,2  | 1,5 | 0,5 | 0,3 | 0,1 | 4,5  |
| 2004-2005 | Philadelphia 76ers  | 82    | 57  | 32,5 | 41,8 | 40,5  | 85,4  | 4,6 | 2,2 | 1,3 | 0,4 | 11,5 |
| 2005-2006 | Philadelphia 76ers  | 82    | 43  | 31,3 | 43,0 | 42,0  | 84,9  | 3,3 | 2,0 | 0,8 | 0,3 | 11,5 |
| 2006-2007 | Philadelphia 76ers  | 74    | 1   | 30,9 | 44,0 | 43,0  | 91,4* | 3,5 | 1,4 | 0,8 | 0,3 | 14,4 |
| 2007-2008 | Philadelphia 76ers  | 25    | 0   | 26,3 | 39,6 | 35,2  | 91,2  | 2,9 | 1,3 | 0,8 | 0,2 | 10,0 |
| 2007-2008 | Utah Jazz           | 50    | 0   | 21,5 | 47,4 | 38,8  | 91,7  | 2,0 | 1,4 | 0,4 | 0,5 | 9,8  |
| 2008-2009 | Utah Jazz           | 78    | 2   | 24,0 | 43,8 | 38,6  | 88,2  | 3,3 | 1,8 | 0,6 | 0,4 | 9,0  |
| 2009-2010 | Utah Jazz           | 52    | 0   | 18,3 | 49,3 | 53,6* | 79,6  | 2,1 | 1,7 | 0,5 | 0,2 | 7,2  |
| 2010-2011 | Chicago Bulls       | 82    | 0   | 20,1 | 43,4 | 41,5  | 88,5  | 1,8 | 1,5 | 0,4 | 0,2 | 8,3  |
| 2011-2012 | Chicago Bulls       | 65    | 7   | 22,6 | 43,2 | 43,5  | 83,3  | 2,4 | 1,7 | 0,6 | 0,2 | 8,1  |
| 2012-2013 | Atlanta Hawks       | 74    | 60  | 30,5 | 46,1 | 45,7  | 85,9  | 4,0 | 2,0 | 0,9 | 0,5 | 10,9 |
| 2013-2014 | Atlanta Hawks       | 71    | 71  | 33,9 | 47,5 | 47,2* | 92,6  | 4,0 | 2,9 | 1,0 | 0,3 | 12,0 |
| 2014-2015 | Atlanta Hawks       | 75    | 75  | 32,2 | 48,7 | 49,2* | 89,8  | 4,1 | 2,6 | 0,7 | 0,6 | 12,1 |
| 2015-2016 | Atlanta Hawks       | 80    | 80  | 30,0 | 43,5 | 39,8  | 83,3  | 3,3 | 2,1 | 0,8 | 0,4 | 9,2  |
| 2016-2017 | Atlanta Hawks       | 32    | 21  | 27,9 | 43,9 | 40,9* | 88,9  | 2,8 | 2,3 | 0,7 | 0,4 | 9,5  |
| 2016-2017 | Cleveland Cavaliers | 35    | 1   | 24,5 | 48,7 | 48,5* | 93,3  | 2,8 | 1,0 | 0,3 | 0,2 | 10,7 |
| 2017-2018 | Cleveland Cavaliers | 73    | 4   | 21,6 | 45,9 | 43,6  | 88,9  | 2,3 | 1,2 | 0,4 | 0,4 | 9,2  |
| 2018-2019 | Cleveland Cavaliers | 16    | 0   | 15,7 | 46,1 | 46,3  | 81,3  | 1,8 | 1,1 | 0,2 | 0,1 | 6,8  |
| 2018-2019 | Utah Jazz           | 54    | 0   | 20,1 | 40,8 | 38,4  | 82,5  | 2,5 | 1,2 | 0,4 | 0,2 | 9,1  |
| 2019-2020 | Milwaukee Bucks     | 58    | 1   | 16,6 | 43,0 | 41,8  | 85,4  | 2,1 | 1,2 | 0,4 | 0,2 | 6,7  |
| Carriera  | Carriera            | 1.232 | 423 | 25,3 | 44,2 | 42,9  | 87,7  | 3,0 | 1,7 | 0,7 | 0,3 | 9,7  |
| All-Star  | All-Star            | 1     | 0   | 15,4 | 53,8 | 58,3  | -     | 1,0 | 2,0 | 0,0 | 0,0 | 21,0 |

#### Playoffs
| Anno     | Squadra             | PG  | PT | MP   | TC%  | 3P%  | TL%    | RP  | AP  | PRP | SP  | PP   |
| -------- | ------------------- | --- | -- | ---- | ---- | ---- | ------ | --- | --- | --- | --- | ---- |
| 2005     | Philadelphia 76ers  | 5   | 5  | 29,4 | 28,6 | 29,2 | 100,0  | 2,6 | 1,6 | 0,8 | 0,2 | 5,0  |
| 2008     | Utah Jazz           | 12  | 0  | 21,6 | 41,1 | 28,9 | 92,0   | 2,2 | 0,6 | 0,3 | 0,7 | 7,8  |
| 2009     | Utah Jazz           | 5   | 2  | 27,2 | 39,1 | 46,2 | 71,4   | 2,2 | 2,6 | 0,6 | 0,2 | 10,6 |
| 2010     | Utah Jazz           | 10  | 0  | 21,0 | 52,5 | 47,8 | 88,9   | 1,1 | 1,3 | 0,5 | 0,0 | 8,3  |
| 2011     | Chicago Bulls       | 16  | 0  | 17,3 | 38,8 | 42,3 | 100,0  | 1,2 | 1,1 | 0,5 | 0,2 | 6,6  |
| 2012     | Chicago Bulls       | 6   | 0  | 15,7 | 40,9 | 30,8 | 50,0   | 1,7 | 1,5 | 0,5 | 0,5 | 3,8  |
| 2013     | Atlanta Hawks       | 6   | 2  | 29,5 | 38,8 | 35,3 | 91,7   | 3,3 | 0,7 | 0,3 | 0,7 | 10,2 |
| 2014     | Atlanta Hawks       | 7   | 7  | 35,7 | 45,5 | 42,6 | 91,7   | 5,3 | 0,7 | 0,6 | 0,3 | 13,4 |
| 2015     | Atlanta Hawks       | 14  | 14 | 37,6 | 39,1 | 35,5 | 81,3   | 5,0 | 2,4 | 1,4 | 1,1 | 11,1 |
| 2016     | Atlanta Hawks       | 10  | 8  | 31,6 | 46,7 | 44,4 | 100,0  | 4,8 | 1,0 | 0,9 | 0,4 | 10,3 |
| 2017     | Cleveland Cavaliers | 18  | 0  | 18,1 | 42,5 | 39,1 | 100,0* | 1,7 | 0,7 | 0,4 | 0,3 | 5,8  |
| 2018     | Cleveland Cavaliers | 22  | 11 | 23,0 | 41,8 | 41,3 | 86,4   | 2,4 | 0,9 | 0,4 | 0,4 | 8,3  |
| 2019     | Utah Jazz           | 4   | 0  | 7,5  | 37,5 | 33,3 | 66,7   | 1,3 | 0,0 | 0,0 | 0,0 | 2,5  |
| Carriera | Carriera            | 135 | 49 | 24,1 | 41,7 | 39,1 | 89,0   | 2,6 | 1,1 | 0,6 | 0,4 | 8,1  |

## Palmarès

### Palmarès
- NBA Sportsmanship Award: 2015
- Convocazioni all'NBA All-Star Game: 1 (2015)
- Miglior tiratore da tre punti NBA: 4 (2010, 2014, 2015, 2017)
- Miglior tiratore di liberi NBA: 1 (2007)

### Record
- Record NBA per la più alta percentuale da tre punti in una singola stagione: 53,6% (2009-10)
- 4 volte più alta percentuale al tiro da 3 punti in stagione NBA (record)
- Record nei Philadelphia 76ers per triple segnate in una singola stagione: 226 (2004-05)